# Patrick Labyorteaux
Patrick Labyorteaux (* 22. Juli 1965 in Los Angeles, Kalifornien) ist ein US-amerikanischer Schauspieler.
Patrick Labyorteaux spielte bereits in jungen Jahren Rollen in Film- und Fernsehproduktionen. Von 1977 bis 1981 gehörte er – als Patrick Laborteaux (ohne y) – zur Besetzung der beliebten Familienserie Unsere kleine Farm, in der auch sein jüngerer Bruder Matthew mitwirkte. Seine Schwester Jane Laborteaux ist Gelegenheitsschauspielerin. Einem breiten Publikum wurde Labyorteaux durch seine Rolle als Marineanwalt Bud Roberts jr. bekannt, den er zwischen 1995 und 2005 in der Fernsehserie JAG – Im Auftrag der Ehre verkörperte. Er ist verheiratet mit Tina Albanese, die 1995 als Produzentin für JAG arbeitete.

## Filmografie
- 1974: Mame
- 1974: Only with Married Men
- 1976: Der Preis der Macht (Captains and the Kings)
- 1977: Young Joe, the Forgotten Kennedy
- 1978: The Comedy Company
- 1978: The Love Boat (Episode 2x22, 5x6)
- 1979: Trapper John, M.D. (Überfordert und unglücklich)
- 1977–1981: Unsere kleine Farm (Little House on the Prairie, Fernsehserie)[1]
- 1986: Terminal Entry
- 1987: Summer School
- 1988: Heathers
- 1989: 21 Jump Street – Tatort Klassenzimmer (21 Jump Street, Episode 3x13)
- 1990: Der Prinz von Bel-Air (Prince of Bel Air)
- 1991: Ski School
- 1992: Hilfe, Dinosaurier! (Adventures in Dinosaur City, Stimme von Rex/Mr. Big)
- 1992: 3 Ninja Kids (3 Ninjas)
- 1993: Ghoulies III: Ghoulies Go to College
- 1994: Sam und Dave – Zwei Ballermänner auf Tauchstation (Last Resort)
- 1995: In der Hitze des Südens (A Father for Charlie)
- 1995: Verliebt in einen Frauenschänder (The Stranger Beside Me)
- 1995: Superman – Die Abenteuer von Lois & Clark (Lois & Clark: The New Adventures of Superman, Fernsehserie, Folge 3x03 Entführt von Außerirdischen)
- 1996: The Last Frontier
- 1995–2005: JAG – Im Auftrag der Ehre (JAG, Fernsehserie)
- 2001: Hollywood Palms
- 2002: Mein Freund, der Geist (Redemption of the Ghost)
- 2003: Navy CIS (NCIS, Fernsehserie, Episode 1x02)
- 2006: Without a Trace – Spurlos verschwunden (Without a Trace, Fernsehserie, Episode 5x24)
- 2008: Ghost Whisperer – Stimmen aus dem Jenseits (Ghost Whisperer, Fernsehserie, Episode 4x16)
- 2008: Der Ja-Sager (Yes Man)
- 2008: CSI: Den Tätern auf der Spur (CSI: Crime Scene Investigation, Fernsehserie, Episode 9x06)
- 2009: Dexter
- 2009: The Storm – Die große Klimakatastrophe (The Storm)
- 2009: iCarly (Fernsehserie)
- 2011: Eiszeit – New York 2012 (2012: Ice Age)
- 2016: Castle (Fernsehserie, Folge 8x19 Man stirbt nur dreimal)
- 2016: Navy CIS (Fernsehserie, Folge 14x01 Neu im Team)
- 2017: Navy CIS (Folge 15x12 Dunkle Geheimnisse)
- 2018: Rent-An-Elf: Die Weihnachtsplaner (Rent-an-Elf, Fernsehfilm)
- 2022: For All Mankind (Folge 3x07  Enthüllungen)
- 2023: Doomsday Meteor
- 2023: Methgator
- 2023: Arctic Armageddon
- 2023: World Invasion: Alien Attack (Alien Apocalypse)